# 学校法人栗本学園
学校法人栗本学園（がっこうほうじんくりもとがくえん、英字表記：Kurimoto Educational Institute）は日本の学校法人。

## 概観
栗本学園は、1935年（昭和10年）、栗本祐一によって設立された名古屋鉄道学校を母体とした学校法人。愛知県に中学校・高等学校・ボーディングスクール・大学・大学院、東京都と大阪府に大学院キャンパスを擁する総合学園。シンボルはメイプルリーフ。

## 沿革
- 1935年 光陵財団設立
- 1951年 光陵財団を学校法人栗本学園に移行する
- 1953年 名古屋商科大学を設立する
- 1973年 スイス（ジュネーブ）に研修センターを開設する
- 1986年 国際学術通信網（BITNET）へ接続、東海地区の拠点校となる
- 1990年 経営大学院を開設
- 1999年 国際ボランディアプロジェクトを発足する
- 2003年 名古屋国際中学校を開校する
- 2006年 国際的大学評価機構からAACSB認証を取得する
- 2009年 光陵女子短期大学を募集停止（名古屋商科大学コミュニケーション学部へ改組）[2]
- 2009年 国際的大学評価機構からAMBA認証を取得する（名古屋商科大学大学院）
- 2015年 名古屋商科大学大学院 名古屋丸の内キャンパス 開校
- 2018年 日本ケースセンター設置
- 2021年 国際的大学評価機構からEQUIS認証を取得する（名古屋商科大学大学院）
- 2022年 国際高等学校（ボーディングスクール）を開校[3]
- 2022年 PIMネットワークの正式会員に選出

## 設置機関
- 名古屋商科大学大学院（ビジネススクール）
- 名古屋商科大学
- 名古屋国際高等学校
- 名古屋国際中学校
- 国際高等学校

### 過去の設置教育機関
- 光陵短期大学
- 光陵女子短期大学

## 国際交流協定校
学部生の留学や国際交流を促進するため、63カ国187大学と大学間協定を結んでいる。渡航費や留学先での授業料を奨学金として支給する制度がある。（2024年4月現在）

## 施設

### キャンパス
- 日進キャンパス（愛知県日進市）大学
- 名古屋キャンパス（愛知県名古屋市中区）大学・大学院・高等学校
- 東京キャンパス（東京都千代田区）大学院
- 大阪キャンパス（大阪府大阪市北区）大学院
- 御器所キャンパス（愛知県名古屋市昭和区）中学校・高等学校

### 附属機関
- 国際教育研究センター（愛知県名古屋市千種区東山元町）(2010年竣工)
- 総合語学教育センター（愛知県日進市）
- Center for Global Communications（CGC棟）（愛知県日進市）
- 日本ケースセンター（愛知県名古屋市）
- 国際寮（名東・千代田・日進・米野木）